# Água Clara
Água Clara é um município brasileiro da região Centro-Oeste, situado no estado de Mato Grosso do Sul. Seu acesso privilegiado, perto da divisa com o estado de SP e distante 180 km da capital, Campo Grande, atraiu muitos investimentos nas décadas de 20 e 30. Água Clara tem o quarto melhor índice de Gini de MS, com valor de 0,41.

## História
Apesar de muitas vezes começarmos a escutar a história a partir da chegada dos europeus na América, a região onde hoje se compreende os limites geográficos de Ribas do Rio Pardo outrora fora território de diversas populações indígenas as quais ao longo da história de contatos com as populações euroamericanas foram suprimidas, escravizadas e desterritorializadas.
Dados arqueológicos apontam uma intensa ocupação de grupos diferentes sobre o mesmo território, uma vez que a região é zona de transição para biomas diferentes e de características ambientais bem peculiares. Os arqueólogos Emilia Kashimoto e Gilson Rodolfo Martins, da Universidade Federal do Mato Grosso do Sul (UFMS) vem desenvolvendo diversas pesquisas nas últimas décadas e melhorando a compreensão da complexa ocupação da região do Mato Grosso do Sul. Em seus estudos apontam que durante a mesma faixa de tempo, diversos grupos utilizavam a região de diferentes maneiras. Datas recudas 1.300 a 300 anos antes do presente para a presença de Guarani para a região, assim como, para populações Aruak se tem evidências que vão de 1500 a 300 anos antes do presente. Obras compilatórias como o Mapa Etno-histórico do Brasil e Regiões Adjacentes de Curt Nimuendajú apresentam importante compreensão da geopolítica etnográfica brasileira.
O município em específico já possui mais de 16 sítios arqueológicos registrados no Cadastro Nacional de Sítios Arqueológicos (CNSA/IPHAN) em sua maioria sítios relacionados atividades de confecção de artefatos de uso diário, como lanças, flechas e facas de serviço. Suas pesquisas ainda estão em andamento em dentro em breve novas informações devem dar maior compreensão as especificidades dos grupos associados.
As terras que hoje compreendem o Município de Água Clara no século XVIII foram alcançadas por mineiros e paulistas que percorreram toda a vasta região em busca de melhores pastagens para seus rebanhos. Tem o município sua história intimamente ligada à de Três Lagoas que, mesmo tendo sido devassado por Joaquim Francisco Lopes, Januário Garcia Leal, Inácio furtado, Januário de Souza e Antônio Gonçalves Barbosa, só veio a ser povoado definitivamente a partir de 1912, quando aportou Sebastião Fenelon Costa, que ali estabeleceu uma casa comercial, plantando assim a primeira construção da futura cidade de Água Clara. Homem de larga visão, antecipou-se aos trilhos da estrada de ferro que iniciava no local a construção da estação ferroviária. Os trilhos da ferrovia alcançaram Água Clara em 1913 e no mesmo ano, chegava Manoel Aparecido que montou uma rudimentar indústria, às margens do Ribeirão Boa Vista, produzindo farinha de mandioca, rapadura e açúcar. Manoel Aparecido teve em sua empresa a colaboração de José Martins, conhecido pela alcunha de Português.
A história recente de Água Clara confunde-se com a construção da Estrada de Ferro Noroeste do Brasil. A E. F. Itapura a Corumbá foi aberta a partir de 1912, entre Jupiá e Água Clara e entre Pedro Celestino e Porto Esperança, deixando um trecho de mais de 200 km entre as duas linhas esperando para ser terminado, o que ocorreu somente dois anos depois. Em 1913 com a chegada dos trilhos da Estrada de Ferro Noroeste do Brasil, forma se um povoado que passa a ser conhecido como Rio Verde, nome resultante devido o povoado ser banhado pelo Rio Verde, a povoação a princípio formada apenas por construtores da estrada, foi acrescida de comerciantes. O pequeno agrupamento de casas foi evoluindo devido às necessidades surgidas para a instalação dos trilhos da NOB, e consequentemente surgiu a primeira Indústria ao fornecimento de madeiras para os dormentes da estrada.
Em 14 de outubro de 1914 ocorre a inauguração oficial da linha férrea, o que foi um marco, visto que até esse ano havia somente a opção do sofrido caminho dos carros de bois, das tropas de carga e das lamacentas estradas que acessavam a localidade. Logo depois da entrega da linha, em 1917, a ferrovia foi fundida com a Noroeste do Brasil, que fazia o trecho inicial no Estado de São Paulo, entre Bauru e Itapura (somente em 1952 a cidade de Corumbá seria alcançada pelos trilhos). No ano de 1932, devido ao crescimento que atingiu o povoado de Rio verde, foi reconhecido como Distrito de paz de Três Lagoas, com o nome alterado para Água Clara, considerando-se a água cristalina que abastecia a população e que essa água era proveniente do córrego Água Clara, mudou o nome que permanece até os dias de hoje.
No ano de 1953, pela Lei nº 676, de 11 de dezembro, o Distrito de Água Clara é elevado à categoria de Município, sendo sua instalação efetivada a 8 de fevereiro de 1954, assumindo provisoriamente a Prefeitura o Juiz de Paz, Sr. Cassiano Vitório da Silva. Pelas eleições marcadas e realizadas no dia 3 de outubro deste mesmo ano é eleito Evaristo Mariano Rodrigues, o primeiro Prefeito Municipal de Água Clara. Em 1975, o trecho férreo de Água Clara foi incorporada como uma divisão da RFFSA. Em 1977, o sul de Mato Grosso é desmembrado para dar origem ao atual estado de Mato Grosso do Sul, a qual Água Clara faz parte atualmente. Em 1996, a ferrovia foi privatizada pelo governo FHC e entregue em concessão para a Novoeste. A consequência da privatização é o início da modernização da área: demoliram o depósito onde ficavam guardados maquinas e vagões, a maioria dos ferroviários foram embora, as casas foram ficando abandonadas, onde pessoas foram invadindo e muitas foram reformadas, o quartinho dos truqueiros foi demolido.

## Geografia
O município de Água Clara está localizado no sul da região Centro-Oeste do Brasil, a meio caminho entre a capital de MS e Três Lagoas. Localiza-se a uma latitude 20º26’53” sul e a uma longitude 52º52’40” oeste. Possui pouco mais de 14 mil habitantes. Distâncias:
- 204 km da capital estadual (Campo Grande)
- 868 km da capital federal (Brasília).

Está a -1 hora com relação a Brasília e -4 com relação ao Meridiano de Greenwich (Tempo Universal Coordenado). Ocupa uma superfície de de 11 063,4 km² e suas terras representam 3.0889 % do Estado, 0.6892 % da Região e 0.1298 % de todo o território brasileiro). A área urbana totaliza 1,945 km² segundo a Embrapa Monitoramento por Satélite. O município conta com quatro distritos além da sede: Pouso Alto, São Domingos, Alto Sucuriú e Bela Alvorada. Municípios vizinhos:
- Norte: Chapadão do Sul, Costa Rica
- Sul: Brasilândia
- Leste: Camapuã, Ribas do Rio Pardo
- Oeste: Três Lagoas, Inocência

No município de Água Clara são encontrados os seguintes tipos de solos: Predomínio de Neossolo Quartzarênico de baixa fertilidade natural, são solos pouco desenvolvidos, profundos e muito profundos, excessivamente drenados, mas com baixa capacidade de retenção de água, torna esse solo desaconselhável à utilização agrícola, associada a Latossolo Vermelho-Escuro álico de textura média, que são solos minerais, não hidromórficos, altamente intemperizados, profundos, bem drenados, sendo encontrados geralmente em regiões planas ou suave onduladas e o Planossolo, que são solos típicos de relevo plano e áreas rebaixadas, textura arenosa/média, pouca disponibilidade de nutrientes e acidez nociva, seu uso fica restrito à pastagem natural.
Situa-se a uma altitude de 303 metros. O município de Água Clara encontra-se na Região dos Planaltos Arenítico-Basálticos Interiores, dividindo-se em duas unidades geomorfológicas: Rampas Arenosas dos Planaltos Interiores e Divisores Tabulares dos Rios Verde/Pardo. Apresenta relevo plano geralmente elaborado por várias fases de retomada erosiva, relevos elaborados pela ação fluvial e áreas planas resultante de acumulação fluvial sujeita a inundações periódicas. As declividades das vertentes são variáveis, podendo atingir até 5° graus.
O território municipal está inserido na Bacia do Rio Paraná, origem da Bacia do Rio da Prata. Rios do município:
- Rio Pombo: afluente pela margem esquerda do rio Verde; limite entre os municípios de Três Lagoas e Água Clara.
- Rio São Domingos: afluente pela margem esquerda do rio Verde, no município de Água Clara.
- Rio Sucuriú: afluente pela margem direita do rio Paraná. Com extensão de 450 km, nasce no município de Costa Rica, na divisa com o estado de Goiás e deságua pouco acima da cidade de Três Lagoas. Apresenta muitas cachoeiras, principalmente na parte superior. Faz divisa entre o município de Chapadão do Sul e Água Clara; Inocência e Água Clara.
- Rio Verde: faz divisa com o município de Água Clara e Camapuã, Ribas do Rio Pardo e Brasilândia.

A vegetação do município revela o domínio formação  fisionômica do Bioma Cerrado: Campo Cerrado. O aspecto fisionômico desta formação é caracterizado pelo agrupamento de espécies vegetais arbóreas, com circunferência raramente ultrapassando 1,0m e atingem uma altura média de 10m, totuosos, apresentando-se dispostas de maneira mais ou menos ordenada, revestido por casca grossa e rugosa, folha coreácea; e quase equivalente é a área de pastagem plantada, Floresta Estacional Semidecidual Aluvial, formação encontrada sempre margeando os rios, presente nos terraços mais antigos. O reflorestamento, a agricultura e cultura cíclica recobrem o restante da área.

### Clima
Está sob influência do clima tropical (Aw). O clima é caracterizado como “Tropical Brando de Transição”. As temperaturas médias do mês mais frio são menores que 20 °C e maiores que 18 °C; a precipitação anual varia de 1.200 a 1.500mm, estendendo-se o período seco de quatro a cinco meses, chuvas mais intensas de novembro a fevereiro.
De acordo com dados da estação meteorológica automática do Instituto Nacional de Meteorologia (INMET) no município, em operação desde agosto de 2010, a menor temperatura registrada em Água Clara foi de −0,5 °C em 25 de julho de 2013 e a maior atingiu 44,6 °C em 5 de outubro de 2020, sendo este o recorde histórico de temperatura de Mato Grosso do Sul e, no Centro-Oeste, empata com Nova Maringá, em Mato Grosso, que registrou este mesmo valor no dia 7 seguinte. No Brasil, perde apenas os 44,7 °C em 21 de novembro de 2005 registrados em Bom Jesus, no Piauí, e empata, além de Nova Maringá, com Orleans, em Santa Catarina, e novamente Bom Jesus, que também registraram 44,6 °C em 6 de janeiro de 1963 e 18 de novembro de 2005, respectivamente.
A maior rajada de vento alcançou 24,4 m/s (87,8 km/h) em 24 de dezembro de 2012. O menor nível de umidade relativa do ar (URA) chegou a 9% durante em cinco ocasiões, todas em 2020, sendo a última no dia 5 de outubro.
| Dados climatológicos para Água Clara                                                             | Dados climatológicos para Água Clara | Dados climatológicos para Água Clara | Dados climatológicos para Água Clara | Dados climatológicos para Água Clara | Dados climatológicos para Água Clara | Dados climatológicos para Água Clara | Dados climatológicos para Água Clara | Dados climatológicos para Água Clara | Dados climatológicos para Água Clara | Dados climatológicos para Água Clara | Dados climatológicos para Água Clara | Dados climatológicos para Água Clara | Dados climatológicos para Água Clara |
| Mês                                                                                              | Jan                                  | Fev                                  | Mar                                  | Abr                                  | Mai                                  | Jun                                  | Jul                                  | Ago                                  | Set                                  | Out                                  | Nov                                  | Dez                                  | Ano                                  |
| ------------------------------------------------------------------------------------------------ | ------------------------------------ | ------------------------------------ | ------------------------------------ | ------------------------------------ | ------------------------------------ | ------------------------------------ | ------------------------------------ | ------------------------------------ | ------------------------------------ | ------------------------------------ | ------------------------------------ | ------------------------------------ | ------------------------------------ |
| Temperatura máxima recorde (°C)                                                                  | 39,4                                 | 38,9                                 | 37,8                                 | 37,8                                 | 35,1                                 | 34,6                                 | 35,6                                 | 39,6                                 | 44,1                                 | 44,6                                 | 40,4                                 | 38,6                                 | 44,6                                 |
| Temperatura mínima recorde (°C)                                                                  | 18,8                                 | 15,9                                 | 13,2                                 | 7,4                                  | 5,9                                  | 1,6                                  | −0,5                                 | 1                                    | 7,7                                  | 10                                   | 12,5                                 | 15,9                                 | −0,5                                 |
| Fonte: Instituto Nacional de Meteorologia (INMET) (recordes de temperatura: 14/08/2010-presente) |                                      |                                      |                                      |                                      |                                      |                                      |                                      |                                      |                                      |                                      |                                      |                                      |                                      |

## Economia
Sua economia é baseada fundamentalmente no plantio e extração de madeiras, no plantio de soja e na pecuária. Segue abaixo os ramos econômicos locais:

### Agropecuária
Na região dos distritos de Pouso Alto e Bela Alvorada, as terras são de ótima qualidade para agricultura, produzindo anualmente 60.750 toneladas de soja, além do cultivo de milho, feijão entre outros.
Com a instalação da Multinacional Cobb-Vantress e a Granja Alvorada, foram investidos em Água Clara R$42 milhões em equipamentos e instalações da maior produtora de aves avós do mundo, além de garantir 250 empregos diretos para a população Água-Clarense.

### Indústria
Conta com cerca de 30 indústrias de madeireiras. A matéria-prima é utilizada na fabricação de móveis, mangueiros, utensílios domésticos e até casas. Água Clara foi um dos municípios de MS que se destacaram no Reflorestamento. Destaque também na economia é a Indústria Greenplac do grupo Asperbrás, fundada em 2014  com investimentos iniciais de R$732.000.000,00 e previsão de inauguração em junho de 2018, com capacidade para fabricar 250 mil m² de MDF por ano em sua primeira fase, gerando 350 empregos diretos e 500 indiretos.

### Comércio
O comércio de Água Clara é incipiente. Isso se deve ao tamanho diminuto da cidade.

## Infraestrutura

### Transporte

#### Rodoviário
Água Clara é atendida por duas rodovias:
- BR-262: liga a cidade tanto ao estado de São Paulo quanto á Campo Grande e ao Pantanal (Aquidauana e Corumbá), além do território boliviano e paraguaio.
- MS-377: faz a ligação de Água Clara com o estado de Minas Gerais, passando pela cidade de Paranaíba.

#### Ferroviário
Água Clara é atravessada por uma ferrovia:
- Linha Tronco da Estrada de Ferro Noroeste do Brasil, faz a ligação da cidade com Campo Grande, Corumbá e com a cidade de Bauru, no estado de São Paulo.[10][11]

A Estação Ferroviária de Água Clara foi inaugurada em 1912. A cidade e a estação ficam às margens do Rio Verde, já na divisa com o município seguinte, Ribas do Rio Pardo, tendo o nome inicial da estação sido justamente Rio Verde.

### Energia
A Usina Hidrelétrica São Domingos, na confluência dos Rios Verde e São Domingos, entre os municípios de Água Clara e Ribas do Rio Pardo é desde a sua inauguração a maior usina hidrelétrica do estado do Mato Grosso do Sul.
Com a sua operação, o Estado se torna autossuficiente em energia com o funcionamento da Usina Hidrelétrica São Domingos, que terá uma potência instalada de 48 MW e energia assegurada de 36,9 MW médios. Com esta potência será capaz de gerar anualmente 323,25 GWh, e segundo cálculos da empresa, a energia assegurada de 36,9 MW, é capaz de alimentar uma cidade de até 210 mil domicílios ou, atender em média, 700 mil pessoas.

## Turismo
Situada na margem esquerda do Rio Verde (região de beleza fascinante, encantadora, serena que possuía as sonoridades da solidão, dóceis a qualquer ruído, apenas quebrada pelos rugidos das onças pelo cantar das canoas das seriemas em todas as extensões de suas matas), a cidade possui um grande potencial turístico a ser explorado.